# The Almond and the Seahorse
The Almond and the Seahorse er en britisk dramafilm fra 2022, instrueret af Celyn Jones og Tom Stern og skrevet af Jones og Kaite O'Reilly.

## Medvirkende
- Trine Dyrholm
- Charlotte Gainsbourg
- Rebel Wilson

## Produktion
I oktober 2020 blev det annonceret, at manuskriptforfatter og skuespiller Celyn Jones og filmfotograf Tom Stern ville få deres instruktørdebut på "The Almond and the Seahorse", en filmatisering af scenespillet af Kaite O'Reilly, som også skrev manuskriptet med Jones. Rebel Wilson ville medvirke i sin første ikke-komediefilmrolle, og Jones ville også være en del af rollebesætningen og gentage en rolle, han spillede i stykket. I december sluttede Charlotte Gainsbourg sig til rollelisten.
I april 2021 blev det rapporteret, at Trine Dyrholm og Meera Syal havde sluttet sig til rollebesætningen, og at hoved-fotograferingen var i gang i Merseyside, England og North Wales. Gruff Rhys skal komponere filmens partitur.